# Trimelone
Die Isola di Trimelone ist die drittgrößte Insel im Gardasee und ein Sperrgebiet.

## Geographie
Die unbewohnte Insel liegt an der Ostseite des Gardasees im Gemeindegebiet von Brenzone sul Garda in der Provinz Verona etwa 330 Meter gegenüber dem Uferort Assenza. Die Insel erstreckt sich in südwestlicher-nordöstlicher Richtung und ist 273 Meter lang und bis zu 55 Meter breit. Sie hat eine Fläche von rund 6000 Quadratmeter und ist damit die größte der drei an der Ostküste gelegenen Inseln.

## Geschichte
Einer Sage nach ist die Isola di Trimelone der Verbindungsarm zweier in Unterwasserriffe verwandelter Brüder, die im Tod verbunden sein wollten.
Zur Völkerwanderung suchten Bauern und Fischer Zuflucht auf der Insel. Im 10. Jahrhundert, zur Zeit der ungarischen Invasion, befestigten die Küstenbewohner Trimelone. Sie bauten eine Art Festung auf der Insel; diese wurde von Truppen von Friedrich I. (Barbarossa) 1158 zerstört und von den Skaligern anschließend wieder aufgebaut. Heute ist davon kaum noch etwas zu sehen.
Vor dem Ersten Weltkrieg wurde die Insel von der italienischen Armee befestigt und eine Batteriestellung mit drei Schiffsgeschützen Mod. 120/40 aufgestellt. Die Anlage war dem zum Festungskommando Verona gehörenden Festungsabschnitt Peschiera unterstellt. Die Grenze querte damals nördlich von Navene den See. Während des Ersten Weltkriegs wurde von hier aus Riva del Garda, das damals zu Österreich-Ungarn gehörte, bombardiert. Überreste der Batteriestellung sind heute noch zu sehen.
1930 bekam die Firma Angelo Cassaloni eine Sondergenehmigung zur Räumung des Waffenarsenals aus dem Ersten Weltkrieg.
Nach dem Zweiten Weltkrieg wurde die Räumung der Insel fortgesetzt. 1952 veröffentlichte der Journalist Ivanoe Fossani, ehemaliger Parteisekretär der Faschistischen Partei der Provinz Mantua, ein um die 20 Seiten umfassendes Büchlein mit dem Titel Mussolini si confessa alle stelle: straordinaria avventura all’isola Trimellone. Die Schrift gibt angeblich eines der letzten Interviews, eigentlich einen Monolog, von Benito Mussolini wieder, das er am Abend des 20. März 1945 auf der Insel Trimelone dem regimetreuen Journalisten Fossani gab. Die Echtheit des Interviews, voller Anschuldigungen und Rechtfertigungen, wird allerdings von Zeithistorikern stark angezweifelt.

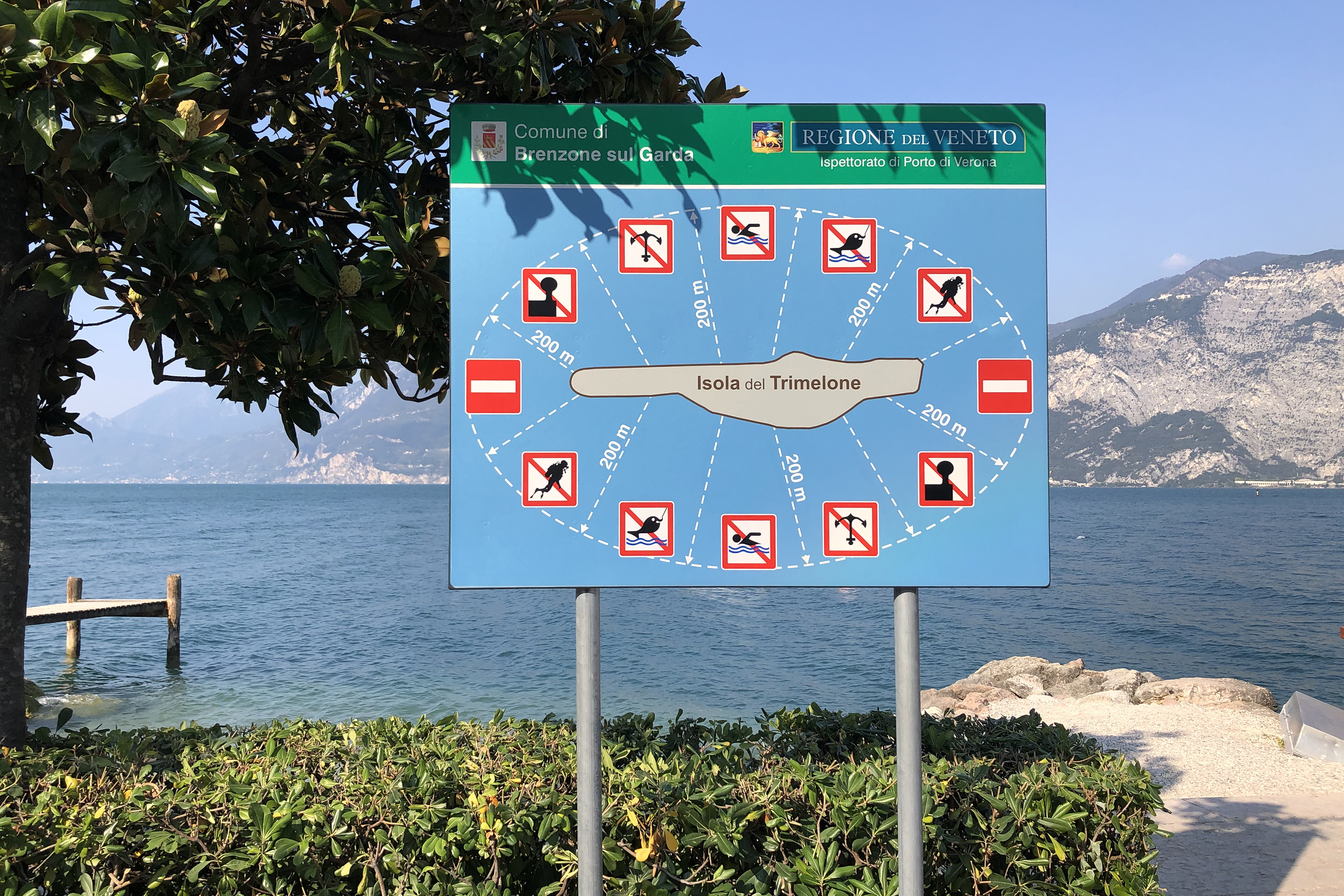
Hinweisschild auf die Sperrzone um die Insel

Am 5. Oktober 1954 wurden die Einwohner von Brenzone kurz vor Mitternacht durch eine heftige Explosion geweckt: Etliche Tonnen des explosiven Materials waren detoniert, das bis zu diesem Zeitpunkt von Arbeitern der Räumfirma sortiert und gestapelt worden war. Durch die drei Tage andauernden Explosionen wurden die auf der Insel gelagerten Sprengkörper in den See geschleudert. Seitdem plante man, die Minen zu räumen, was jedoch immer wieder am notwendigen Geld scheiterte. Auch Jahre nach der großen Explosion gab es immer wieder Detonationen von Minen, die sich von selbst auslösten. Die Insel wurde sich selbst überlassen und es war streng verboten, sich ihr weiter als auf die zweihundert Meter breite Sperrzone zu nähern. Dafür Sorge zu tragen, dass das Verbot respektiert wurde, war Aufgabe der See-Carabinieri aus Torri del Benaco. Sie hinderten des Öfteren Waghalsige daran, sich der Insel zu nähern.
Anfang 2005 begann man schließlich doch mit der endgültigen Räumung der Insel. Möglich wurde dies durch die Bereitstellung finanzieller Mittel von der Provinz Verona, der Gemeinde Brenzone sowie verschiedenen Banken. Über 26000 Bomben wurden bis Mai 2006 von der Firma Bo.sca aus Venedig geborgen. Die Bergung gestaltete sich schwierig, da viele Sprengkörper im Wasser sehr korrodiert waren. Unzählige Rauchbomben, Artilleriegranaten, Mörsergranaten, Tellerminen, Phosphor-Sprengkörper und viele andere Munition wurden geborgen. Die Zahl der entdeckten Bomben überschritt den geschätzten Umfang des Waffenarsenals um einiges. Sie wurden in den zwei alten Steinbrüchen von Torri del Benaco und Rivoli entschärft.
Ab Beginn der Sommersaison bis Oktober 2006 wurden die Räumarbeiten unterbrochen. In der letzten Bergungsphase wurde der Seegrund rund um Trimelone bis in 35 Meter Tiefe gesichert. Die Insel darf aber weiterhin nicht betreten werden.
Zurzeit wird darüber diskutiert, der Insel und ihrem Waffen-Arsenal ein Museum zu widmen, in dem einige der entschärften Bomben ausgestellt werden könnten.

## Flora und Fauna
Auf der aus Ammonitico Rosso bestehende Kalkinsel wachsen Pappeln, Holunder und Oleander. Zudem ist die Insel von einer dichten Macchia bedeckt. Glaskräuter überdecken zum Teil die alten Mauerbauwerke. Auf der Insel brütet die Mittelmeermöwe, die sonst keine weiteren Brutplätze in der Provinz Verona aufweist. Daneben ist der Kormoran mit einer größeren Kolonie auf der Insel heimisch.
Die Isola di Trimelone ist zudem der Lebensraum der Ruineneidechse, die am gegenüberliegenden Ostufer nicht vorkommt. Die Art scheint sich dabei den besonderen Lebensbedingungen auf der Insel angepasst zu haben. Bei Felduntersuchungen 2017 konnte beobachtet werden, wie sich die Ruineneidechse vom Kot von Möwen ernährte, was wohl auf die sonst knappen Nahrungsquellen auf der Insel zurückgeführt werden kann. Daneben ist auch die Würfelnatter anzutreffen.
Die seichten Gewässern vor der Insel sind Habitat des seltenen Dohlenkrebses, der Wasserdeckelschneckenart Pyrgula annulata und der Spongilla lacustris aus der Familie der Süßwasserschwämme, was auf die gute Wasserqualität vor der Insel hinweist.